# Kei Yasuda
Kei Yasuda (保田圭, Yasuda Kei), née le 6 décembre 1980 à Futtsu (Chiba, Japon), est une chanteuse et actrice, ex-idole japonaise du Hello! Project.

## Biographie
Elle débute en 1998 avec la "seconde génération" du groupe de J-pop Morning Musume. Elle joue avec ses collègues dans les films Morning Cop en 1998, Pinch Runner en 2000, Tokkaekko et Koinu Dan no Monogatari en 2002. Elle fait aussi partie du sous-groupe Petit Moni de 1999 à 2002, et de plusieurs shuffle unit.
Elle quitte Morning Musume en 2003, et anime pendant quelques mois l'émission télé du groupe, Hello! Morning. Elle continue ensuite à apparaître lors de spectacles, groupes provisoires et émissions du Hello! Project.
Son départ du H!P a lieu le 31 mars 2009, avec les autres "anciennes" du Elder Club. Elle continue sa carrière au sein de la compagnie-mère Up-Front et du M-line club.
Elle forme en 2011 le groupe Dream Morning Musume avec ses anciennes collègues de Morning Musume. En mars 2012, elle apparait dans le drama Sūgaku Joshi Gakuen.
Le 29 mai 2013, elle épouse à 33 ans le chef cuisinier Yoichi Kozaki (35 ans).
Le 29 juillet 2017, elle annonce sur son blog être enceinte de son premier enfant, dont l'accouchement est prévue pour le début de l'année suivante.

## Groupes

### Au sein du Hello! Project
- Morning Musume (1997-2003)
- Petit Moni (1999-2002)
- Kiiro 5 (2000)
- 10-nin Matsuri (2001)
- Odoru 11 (2002)
- H.P. All Stars (2004)
- Puripuri Pink (2005)
- Hello! Project Shirogumi (2005)

### Autres
- Morning Musume OG (2010)
- Afternoon Musume (2010)
- Ganbarō Nippon Ai wa Katsu Singers (2011)
- Dream Morning Musume (2011-2012)

## Discographie

### Avec Morning Musume
Singles
- 27 mai 1998 : Summer Night Town (+ réédition de 2005)
- 9 septembre 1998 : Daite Hold On Me! (+ réédition de 2005)
- 10 février 1999 : Memory Seishun no Hikari (+ réédition de 2005)
- 12 mai 1999 : Manatsu no Kōsen (+ réédition de 2005)
- 14 juillet 1999 : Furusato (+ réédition de 2005)
- 9 septembre 1999 : Love Machine (+ réédition de 2005)
- 26 janvier 2000 : Koi no Dance Site (+ réédition de 2005)
- 17 mai 2000 : Happy Summer Wedding
- 6 septembre 2000 : I Wish
- 13 décembre 2000 : Renai Revolution 21
- 25 juillet 2001 : The Peace!
- 31 octobre 2001 : Mr. Moonlight ~Ai no Big Band~
- 20 février 2002 : Sōda! We're Alive
- 24 juillet 2002 : Do it! Now
- 30 octobre 2002 : Koko ni Iruzee!
- 19 fév. 2003: Morning Musume no Hyokkori Hyōtanjima
- 23 avril 2003 : As For One Day

Albums
- 8 juillet 1998 :  First Time
- 30 septembre 1998 :  Morning Cop - Daite Hold On Me!  (mini album)
- 28 juillet 1999 :  Second Morning
- 29 mars 2000 :  3rd -Love Paradise-
- 31 janvier 2001 :  Best! Morning Musume 1
- 27 mars 2002 :  4th Ikimasshoi!
- 26 mars 2003 :  No.5

(+ compilations du groupe)

### Autres participations
Singles
- 25 novembre 1999 : Chokotto Love (avec Petitmoni)
- 8 mars 2000 : Kiiroi Osora de Boom Boom Boom (avec Kiiro 5)
- 26 juillet 2000 : Seishun Jidai 1.2.3! / Baisekō Daiseikō! (avec Petitmoni)
- 28 février 2001 : Baby! Koi ni Knock Out! (avec Petitmoni)
- 4 juillet 2001 : Dancing! Natsu Matsuri (avec 10nin Matsuri)
- 14 novembre 2001 : Pittari Shitai X'mas! (avec Petitmoni)
- 3 juillet 2002 : Shiawase Kyōryū Ondo (avec Odoru 11)
- 1er décembre 2004 : All for One & One for All! (avec H.P. All Stars)
- 22 juin 2005: Hitoshirezu Mune wo Kanaderu Yoru no Aki (avec Puripuri Pink)
- 22 juin 2011 : Ai wa Katsu (avec Ganbarou Nippon Ai wa Katsu Singers)
- 15 février 2012 : Shining Butterfly (avec Dream Morning Musume)

Albums
- 10 juillet 2002 : Hawaiian de Kiku Morning Musume Single Collection (avec "Takagi Boo to Morning Musume, Coconuts Musume...")
- 21 août 2002 : Zenbu! Petitmoni (avec Petitmoni)
- 21 mai 2003 : FS4 Folk Songs 4
- 25 février 2004 : FS5 Sotsugyō
- 20 avril 2011 : Dreams 1 (avec Dream Morning Musume)

(+ compilations diverses)

## Filmographie
Films
- 1998 : Morning Cop
- 2000 : Pinch Runner (ピンチランナー)
- 2002 : Tokkaekko (とっかえっ娘。)
- 2003 : Koinu Dan no Monogatari (子犬ダンの物語)

Dramas
- 2004 : Tokio-chichi he no Dengon (トキオ 父への伝言)
- 2005 : Nijyuushi no Hitomi (二十四の瞳)
- 2007 : Sousa Ikka - Ken atari han, Takako no manako (捜査一課･見当たり班　鷹子の眼)
- 2012 : Shiawase no Jikan (幸せの時間) (Yanagi Yuki)

## Divers
Comédies musicales et théâtres
- 2004 : Rashomon ~Onnatachi no Maboroshi~ 羅生門～女たちのまぼろし～
- 2006 : Natsu no Yoru no Yume (夏ノ夜ノ夢)
- 2006 : Otona no Mugicha Dai kyu hai me Kouen "Nemurenaito" (大人の麦茶第九杯目公演「ネムレナイト)
- 2006 : MAMA LOVES mambo IV
- 7 octobre 2010 : Life is SHOWTIME! (人生はショータイム！)
- 22-27 décembre 2010 : Abe Naikaku (安倍内閣)
- 2012 : B・B~bumpy buddy~
- 2014 : Bokutachi Karen na Shounen Gasshoudan (僕たち可憐な少年合唱団)

Radio
- 2000-2003 : Young Town Douyoubi (ヤングタウン土曜日)

Photobooks
- 2 mars 2002 : Kei (圭)

## Liens
- (ja) Fiche officielle Up-Front
- (ja) Blog officiel
- (ja) Fanclub officiel